# 天龍奧三河國定公園
天龍奧三河國定公園（日语：／ Tenryū okumikawa kuniteikōen），是位在日本長野縣、靜岡縣、愛知縣的國定公園。1969年10月1日指定。
本公園包含以天龍峽為中心的天龍川上游、愛知縣茶臼山高原一帶、新城市鳳來寺山周邊（但茶臼山高原與鳳來寺山之間的設樂町北部、添澤溫泉一帶屬於愛知高原國定公園），有溪谷、河川、高原、山岳、岩山等多樣景觀。

## 主要景點
- 天龍峽（赤石、木曾兩山脈之間的峽谷）
- 佐久間水壩（天龍川地區）
- 秋葉水壩（日语：秋葉ダム）、{link-ja|秋葉山 (靜岡縣)|秋葉山 (静岡県)|秋葉山}}（秋葉地區）
- 靜岡縣立森林公園（日语：静岡県立森林公園）周邊（濱北森林公園地區）
- 茶臼山高原（日语：茶臼山高原）（茶臼山（日语：茶臼山 (愛知県・長野県)）是愛知縣最高峰。山麓高原是度假地。日本山毛櫸（日语：ブナ）天然林為特別保護地區）
- 鳳來寺山（日语：鳳来寺山）（國家名勝、天然紀念物）
- 阿寺七瀑布（日语：阿寺の七滝）（名勝）
- 乳岩峽（日语：乳岩峡）（名勝、天然紀念物）
- 鳳來峽（日语：鳳来峡）
- 面之木園地（日语：面ノ木園地）
- 長篠城跡

## 關連市町村
- 長野縣 - 飯田市、阿南町、根羽村、賣木村、天龍村、泰阜村、下條村
- 靜岡縣 - 濱松市
- 愛知縣 - 豐田市、新城市、設樂町、東榮町、豐根村

## 集團設施地區
| 地區名 | 面積    | 所在地                                    | 使用人數（人） |
| ------ | ------- | ----------------------------------------- | -------------- |
| 茶臼山 | 132.5ha | 長野縣下伊那郡根羽村 愛知縣北設樂郡豐根村 | 499,000        |
| 湯谷   | 15.1ha  | 愛知縣新城市                              | 13,000         |

## 關連項目
- 國定公園
- 天龍川